# Bezirk Las Palmas
Las Palmas ist ein Bezirk (distrito) der Provinz Veraguas in Panama. Die Einwohnerzahl betrug laut Volkszählung 2023 18.071.

## Gliederung
Der Bezirk Las Palmas ist administrativ in folgende Corregimientos unterteilt:
- Las Palmas
- Cerro de Casa
- Corozal
- El María
- El Prado
- El Rincón
- Lolá
- Pixvae
- Puerto Vidal
- Zapotillo
- San Martín de Porres
- Viguí
- Manuel Encarnación Amador Terreros[4]